# Dioxys rotundata
Dioxys rotundata là một loài ong trong họ Megachilidae. Loài này được Pérez miêu tả khoa học đầu tiên năm 1884.